# Hemant
Hemant Chauhan, conocido simplemente como Hemant,  es un escritor y cantante indio. Se especializó por interpretar temas musicales en distintos géneros populares de la India como la música bhajan, religiosa y garba. Fue además ganador del premio 'Akademi Ratna' en  2011, por su incursión en la música popular tradicional de Gujarat, el 9 de octubre de 2012. Ha sido considerado también como uno de los mejores intérpretes de la música de Sugam Sangeet. Se hizo famoso en su país India y en otras partes del mundo, si bien ofrecido una serie de giras de conciertos en distintas ciudades de la India (principalmente en Gujarat), como también en el extranjero en países como los Emiratos Árabes Unidos, Reino Unido, Estados Unidos y África Oriental. Ha publicado varios álbumes de música devocional o religioso.

## Obras seleccionadas
- Pankhida O Pankhida
- Om Namah Shivay-shiv Dhun
- Om Sai Mangalam
- Shriman Narayana
- Laher Lagi Bhajan Ni
- dham Dham Nagara Re...
- Live In Leicester- Tu Rangai Jane Rang Ma
- chotile Dakla Vagya
- bhajan-krishna-devotional
- Shiv Tandav
- he Jagjanani He Jagdamba Hd Version
- Hemant Chauhan- Tare Rahevu Bhada Na Makan Ma...
- Shrinathaji and bhajan
- Pankhida Ne Aa Pinjaru
- Unchi Medi te mara sant ni re
- Raakh na Ramakada
- O ma meri